# Odontopera hypopolia
Odontopera hypopolia là một loài bướm đêm trong họ Geometridae.